# بوژنگتسا
بوژنگتسا (به لهستانی:  Bożenica) یک روستا در لهستان است که در گمینا وومژا واقع شده‌است.